# Sakai Akinori
Akinori Sakai (sinh ngày 6 tháng 10 năm 1970) là một cầu thủ bóng đá người Nhật Bản.

## Sự nghiệp câu lạc bộ
Akinori Sakai đã từng chơi cho Kawasaki Frontale.